# Kumano Hongū-taisha
Le Kumano Hongū-taisha (熊野本宮大社) est un sanctuaire shinto situé à Tanabe (anciennement dans le village de Hongū)  dans la préfecture de Wakayama au Japon. Proche de la cascade de Nachi (Nachi no taki), il fait partie du complexe religieux regroupant les trois grands sanctuaires de Kumano.
Il forme avec deux autres sanctuaires, le Kumano Hayatama-taisha à Shingū et le Kumano Nachi-taisha à Nachi, le complexe sacré du Kumano Sanzan. Tous trois sont inscrits depuis 2004 au patrimoine mondial de l'UNESCO au sein de l'ensemble des sites sacrés et chemins de pèlerinage dans les monts Kii.
L'identité exacte du dieu honoré dans ce sanctuaire est inconnue. La niche centrale ne contient aucun go-shintai, représentation symbolique des kamis ou divinités du shintō et servant traditionnellement de support d'incarnation au kami. Les servants du lieu saint pensent néanmoins que l'esprit de Kuni-no-Toko-tachi-no-Kami habite le sanctuaire. Dans le Nihongi, Kuni-no-Tokotachi est le premier kami à apparaître, cette déité joue donc un rôle important dans la cosmogonie shinto.

## Inondations de 1889

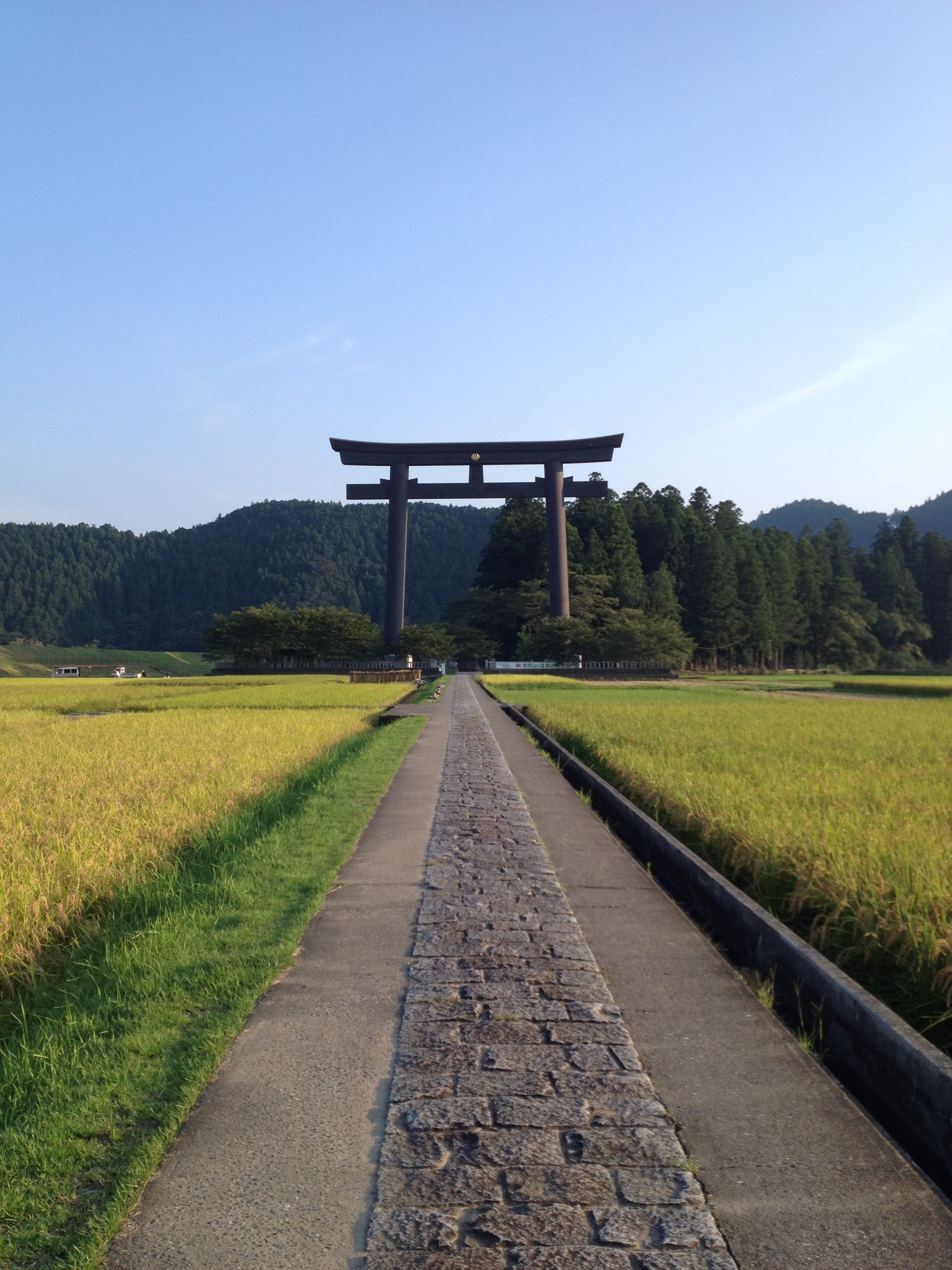
Torii de Ōyunohara.

En 1889, des pluies torrentielles font sortir le fleuve Kumano de son lit, elles engendrent des inondations et des glissements de terrain. Le sanctuaire, situé sur la rive droite du fleuve, est partiellement détruit. Mais en 1891, il est partiellement reconstruit à son emplacement actuel.
En 2000, un torii, le plus grand du monde (33,9 m de haut et 42 m de large), est construit à Ōyunohara, à l'emplacement du sanctuaire originel.